# Resultados do Carnaval do Rio de Janeiro em 1962
Nesta página estão listados os resultados dos concursos de escolas de samba, blocos de enredo, frevos carnavalescos, ranchos carnavalescos e sociedades carnavalescas do carnaval do Rio de Janeiro do ano de 1962. Os desfiles foram realizados entre os dias 3 e 6 de março de 1962.
Portela conquistou seu 16.º título de campeã do carnaval com um desfile sobre uma missão realizada no Brasil entre 1822 e 1825 e que inspirou obras do pintor alemão Johann Moritz Rugendas. O enredo "Rugendas ou Viagens Pitorescas Através do Brasil" foi desenvolvido por Nelson de Andrade em seu primeiro carnaval como presidente da Portela. Últimas colocadas, Unidos da Capela e Tupy de Brás de Pina foram rebaixadas para a segunda divisão.
Unidos de Bangu venceu o Grupo 2, sendo promovido à primeira divisão junto com a vice-campeã, Beija-Flor. Independentes do Leblon conquistou o título do Grupo 3, sendo promovida à segunda divisão junto com a vice-campeã, Unidos de Nilópolis.
Quem Fala de Nós Não Sabe o Que Diz foi o campeão dos blocos de enredo. Vassourinhas ganhou a disputa dos frevos. Decididos de Quintino foi o campeão dos ranchos. Clube dos Embaixadores conquistou o título do concurso das grandes sociedades.

## Escolas de samba

### Grupo 1
O desfile do Grupo 1 foi organizado pela Associação das Escolas de Samba do Estado da Guanabara (AESEG) e realizado no domingo, dia 4 de março de 1962, na Avenida Rio Branco. O desfile foi aberto às 21 horas e 30 minutos pela Tupy de Brás de Pina, seguida da Unidos do Cabuçu, respectivamente vice-campeã e campeã do Grupo 2 do ano anterior. O Departamento de Turismo montou uma arquibancada com três mil e quinhentos lugares em frente à Biblioteca Nacional. Pela primeira vez foram vendidos ingressos para o público assistir ao desfile.
| Ordem dos desfiles |
| 1. Tupy de Brás de Pina 2. Unidos do Cabuçu 3. Portela 4. Estação Primeira de Mangueira 5. Acadêmicos do Salgueiro 6. Unidos da Capela 7. Império Serrano 8. Mocidade Independente de Padre Miguel 9. Aprendizes de Lucas 10. União de Jacarepaguá |

#### Classificação
Portela foi a campeã, conquistando seu 16.º título na elite do carnaval. O campeonato anterior da escola foi conquistado dois anos antes, em 1960. A Portela realizou um desfile sobre uma missão realizada no Brasil entre 1822 e 1825 e que inspirou obras do pintor alemão Johann Moritz Rugendas. O enredo "Rugendas ou Viagens Pitorescas Através do Brasil" foi desenvolvido pelo presidente da escola, Nelson de Andrade, em seu primeiro carnaval à frente da agremiação.
Império Serrano foi vice-campeão com um desfile baseado na obra O Rio de Janeiro no Tempo dos Vice-reis, do poeta Luís Edmundo. Terceiro colocado, o Salgueiro retratou em seu desfile, a descoberta do Brasil. Campeã do ano anterior e apontada pela imprensa como favorita ao bicampeonato, a Estação Primeira de Mangueira ficou em quarto lugar. Causou polêmica a opinião de um dos julgadores que disse não poder dar nota boa à Mangueira por conta de sua "feia combinação de cores". Últimas colocadas, Unidos da Capela e Tupy de Brás de Pina foram rebaixadas para a segunda divisão. Após a divulgação do resultado, Império, Salgueiro, Mangueira, Cabuçu, Jacarepaguá, Capela e Tupy entraram na Justiça contra o campeonato da Portela, alegando que a comissão julgadora foi composta ilegalmente. A ação foi arquivada pelo juiz Polinício Buarque de Amorim, da 6.ª Vara de Fazenda Pública, que considerou lícita a vitória da agremiação.
| Legenda: Campeã Rebaixadas para o Grupo 2 * Sem informação disponível |

| Col. | Escola                                | Enredo                                                          | Carnavalesco(a)                       | Pontos |
| ---- | ------------------------------------- | --------------------------------------------------------------- | ------------------------------------- | ------ |
| 1    | Portela                               | Rugendas ou Viagens Pitorescas Através do Brasil                | Nelson de Andrade                     | 126,5  |
| 2    | Império Serrano                       | Rio dos Vice-Reis                                               | Jorge Bittencourt                     | 116    |
| 3    | Acadêmicos do Salgueiro               | O Descobrimento do Brasil                                       | Arlindo Rodrigues                     | 112,5  |
| 4    | Estação Primeira de Mangueira         | Casa Grande e Senzala                                           | Roberto Paulino e Darque Dias Moreira | 110,5  |
| 5    | Mocidade Independente de Padre Miguel | Brasil no Campo Cultural                                        | Ari de Lima                           | 84,5   |
| 6    | Aprendizes de Lucas                   | Maravilhas do Brasil                                            | *                                     | 83     |
| 7    | Unidos do Cabuçu                      | A Glória e os Amores de D. Pedro I                              | *                                     | 80     |
| 8    | União de Jacarepaguá                  | Tipos Populares do Brasil-Colônia                               | *                                     | 80     |
| 9    | Unidos da Capela                      | Da Expulsão dos Franceses à Fundação da Cidade de São Sebastião | Antônio Rodrigues de Carvalho         | 74     |
| 10   | Tupy de Brás de Pina                  | Gonçalves Dias e Suas Memórias                                  | Antônio José Soares                   | 64     |

### Grupo 2
O desfile do Grupo 2 foi organizado pela AESEG e realizado no domingo, dia 4 de março de 1962, na Avenida Presidente Vargas.
| Ordem dos desfiles |
| 1. União da Ilha do Governador 2. Unidos de Padre Miguel 3. Imperatriz Leopoldinense 4. Filhos do Deserto 5. Beija-Flor 6. União do Centenário 7. Unidos da Vila São Luís 8. Caprichosos de Pilares 9. Império da Tijuca 10. Flor do Lins 11. Unidos da Tijuca 12. Unidos de Vila Isabel 13. Império do Marangá 14. Acadêmicos de Bento Ribeiro 15. Unidos de Bangu |

#### Classificação
Unidos de Bangu conquistou seu segundo título no Grupo 2, sendo promovida à primeira divisão, de onde foi rebaixada dois anos antes, em 1960. Vice-campeã, a Beija-Flor também foi promovida ao Grupo 1, de onde foi rebaixada em 1960. As duas escolas somaram a mesma pontuação final. O título foi decidido nos critérios de desempate.
| Legenda: Promovidas ao Grupo 1 Rebaixadas para o Grupo 3 * Sem informação disponível |

| Col. | Escola                      | Enredo                                                                       | Carnavalesco(a)                            | Pontos |
| ---- | --------------------------- | ---------------------------------------------------------------------------- | ------------------------------------------ | ------ |
| 1    | Unidos de Bangu             | A Fragata de D. Afonso                                                       | Darcy de Jesus                             | 101    |
| 2    | Beija-Flor                  | Dia do Fico                                                                  | Cabana                                     | 101    |
| 3    | Império da Tijuca           | Rapsódia Brasileira                                                          | Jorge Melodia, Augusto e Nelson da Adelina | 97     |
| 4    | Caprichosos de Pilares      | Galeria do Bravos                                                            | *                                          | 97     |
| 5    | Imperatriz Leopoldinense    | Rio no Século XVIII, Apoteose a Carlos Gomes de Andrade, o Conde de Bobadela | Amaury Jório                               | 96     |
| 6    | Acadêmicos de Bento Ribeiro | Marília de Dirceu                                                            | *                                          | 96     |
| 7    | Unidos da Tijuca            | Rio Pitoresco                                                                | *                                          | 93     |
| 8    | Unidos de Vila Isabel       | Dom João VI                                                                  | Gabriel do Nascimento                      | 92     |
| 9    | União do Centenário         | A Cultura a Serviço do Progresso do Brasil                                   | *                                          | 89     |
| 10   | Unidos de Padre Miguel      | Cinco Fatos Históricos                                                       | *                                          | 88     |
| 11   | Império do Marangá          | Cenas do Carnaval na Rua do Ouvidor                                          | *                                          | 87     |
| 12   | Filhos do Deserto           | Jóias da Poesia Brasileira - Castro Alves                                    | *                                          | 79     |
| 13   | Flor do Lins                | Exaltação aos Vultos Republicanos                                            | *                                          | 77     |
| 14   | União da Ilha do Governador | Homenagem a Catulo da Paixão Cearense                                        | Djalma                                     | 73     |
| 15   | Unidos da Vila São Luis     | Reminiscências da História do Brasil                                         | *                                          | 68     |

### Grupo 3
O desfile do Grupo 3 foi organizado pela AESEG e realizado na segunda-feira, dia 5 de março de 1962, na Praça Onze.
| Ordem dos desfiles |
| 1. Boa União de Coelho da Rocha (Não desfilou) 2. Unidos do Morro Azul 3. Unidos de Nilópolis 4. Unidos do Coqueiro 5. Aprendizes da Gávea 6. Unidos da Ponte 7. Unidos da Vila Santa Tereza 8. Império de Campo Grande 9. Acadêmicos do Engenho de Dentro 10. Acadêmicos do Engenho da Rainha 11. Independentes do Leblon 12. Unidos de São Carlos 13. Aprendizes da Boca do Mato 14. Cartolinhas de Caxias 15. Paraíso da Floresta 16. Independentes do Zumbi 17. Unidos do Jacaré 18. Acadêmicos de Bonsucesso 19. Independentes de Mesquita 20. União de Vaz Lobo 21. Unidos do Éden 22. São Clemente 23. Unidos do Jardim 24. Em Cima da Hora 25. Universitária de Rocha Miranda |

#### Quesitos e julgadores
As escolas foram avaliadas em quatro quesitos.
| Quesito | Quesito                    | Julgador              |
| ------- | -------------------------- | --------------------- |
|         | Alegoria e Escultura       | Flori Gama            |
|         | Enredo                     | Rubens Correia        |
|         | Fantasias e Coreografias   | Napoleão Muniz Freire |
|         | Música, Bateria e Harmonia | Lamartine Babo        |

#### Classificação
Independentes do Leblon foi a campeã, sendo promovida à segunda divisão. Vice-campeã, a Unidos de Nilópolis também foi promovida ao Grupo 2, de onde foi rebaixada no ano anterior. A escola Boa União de Coelho da Rocha não desfilou.
| Legenda: Promovidas ao Grupo 2 * Sem informação disponível |

| Col. | Escola                          | Enredo                                             | Carnavalesco(a)  | Pontos |
| ---- | ------------------------------- | -------------------------------------------------- | ---------------- | ------ |
| 1    | Independentes do Leblon         | As Coisas Belas da Primavera                       | *                | 95     |
| 2    | Unidos de Nilópolis             | Os Três Primeiros Governadores Gerais do Brasil    | *                | 91     |
| 3    | Acadêmicos do Engenho da Rainha | No Mundo dos Sonhos                                | *                | 87     |
| 4    | São Clemente                    | Riquezas do Brasil                                 | Gabriel e Dario  | 86     |
| 5    | Unidos de São Carlos            | História da Música Brasileira                      | José Coelho      | 85     |
| 6    | Unidos da Ponte                 | Homenagem ao Pai da Aviação                        | Carmelita Brasil | 78     |
| 7    | Unidos do Morro Azul            | Brasil e Suas Três Capitais                        | *                | 77     |
| 8    | Acadêmicos do Engenho de Dentro | O Guarani                                          | *                | 76     |
| 9    | Independentes do Zumbi          | Villa Rica nos Conta Histórias                     | *                | 76     |
| 10   | Unidos da Vila Santa Tereza     | Felipe dos Santos                                  | Agostinho        | 74     |
| 11   | Império de Campo Grande         | Festa da Abolição                                  | *                | 66     |
| 12   | Aprendizes da Gávea             | Brasil Império                                     | *                | 66     |
| 13   | Aprendizes da Boca do Mato      | Café                                               | *                | 62     |
| 14   | Acadêmicos de Bonsucesso        | Exaltação ao Estado da Guanabara                   | *                | 61     |
| 15   | Unidos do Jacaré                | Carnaval Antigo                                    | *                | 58     |
| 16   | Em Cima da Hora                 | Independência do Brasil                            | Osmar da Rocha   | 58     |
| 17   | Unidos do Éden                  | Homens que Fizeram o Brasil                        | *                | 58     |
| 18   | Independentes de Mesquita       | Glória às Letras, Música e Artes do Brasil Império | *                | 55     |
| 19   | Unidos do Coqueiro              | O Literato, o Músico e o Poeta                     | *                | 52     |
| 20   | União de Vaz Lobo               | O Progresso da Indústria no Brasil                 | *                | 51     |
| 21   | Unidos do Jardim                | Exaltação a Machado de Assis                       | *                | 47     |
| 22   | Cartolinhas de Caxias           | Sonho de Um Patriarca                              | *                | 46     |
| 23   | Paraíso da Floresta             | Aos Autores do Hino Nacional                       | *                | 42     |
| 24   | Universitária de Rocha Miranda  | Inconfidência Mineira                              | *                | 33     |

## Blocos de enredo
Quem Fala de Nós Não Sabe o Que Diz venceu a disputa de blocos de enredo.
| Col. | Bloco                               | Pontos |
| ---- | ----------------------------------- | ------ |
| 1    | Quem Fala de Nós Não Sabe o Que Diz | 28,5   |
| 2    | Canários das Laranjeiras            | 27     |
| 3    | Come e Dorme                        | 26,5   |
| 4    | Sereno                              | 24     |
| 4    | Inferno Verde                       | 24     |
| 5    | Bafo do Bode                        | 23     |
| 5    | High Society                        | 23     |
| 6    | Mocidade de Água Santa              | 21,6   |
| 7    | Pulo do Gato                        | 20,5   |
| 8    | Batutas de Cordovil                 | 20     |
| 9    | Brotinhos do Uruguai                | 18     |
| 10   | Paz, Música e Alegria               | 17     |
| 11   | Recanto do Sul                      | 16     |
| 12   | Unidos de Maia Lacerda              | 15     |
| 13   | Esporte Clube Drummond              | 14     |
| 14   | Acadêmicos de Marechal Hermes       | 12     |
| 14   | Jacarepaguá                         | 12     |

## Frevos carnavalescos
O desfile dos clubes de frevo foi realizado a partir das 19 horas e 30 minutos do sábado, dia 3 de março de 1962, na Praça Floriano.
| Ordem dos desfiles                                                                                |
| 1. Lenhadores 2. Pás Douradas 3. Vassourinhas 4. Misto Toureiros 5. Batutas da Cidade Maravilhosa |

### Classificação
Vassourinhas foi campeão nos critérios de desempate após somar a mesma pontuação final que os Lenhadores.
| Col. | Frevo                         | Pontos |
| ---- | ----------------------------- | ------ |
| 1    | Vassourinhas                  | 54,5   |
| 2    | Lenhadores                    | 54,5   |
| 3    | Misto Toureiros               | 40     |
| 4    | Batutas da Cidade Maravilhosa | 39,5   |
| 5    | Pás Douradas                  | 35,5   |

## Ranchos carnavalescos
O desfile dos ranchos foi realizado a partir das 20 horas da segunda-feira, dia 5 de março de 1962, na Avenida Rio Branco.
| Ordem dos desfiles |
| 1. Unidos do Morro do Pinto 2. Resedá 3. Unidos do Cunha 4. Índios do Leme 5. Recreio da Saúde 6. Aliados de Quintino 7. Decididos de Quintino 8. Tomara que Chova 9. Azulões da Torre |

### Classificação
Decididos de Quintino foi campeão.
| Col. | Rancho                   | Enredo                            | Pontos |
| ---- | ------------------------ | --------------------------------- | ------ |
| 1    | Decididos de Quintino    | Força de Uma Raça                 | 96,6   |
| 2    | Unidos do Cunha          | Grandes Mestres da Arte           | 80     |
| 3    | Recreio da Saúde         | Exaltação à Bandeira Brasileira   | 80     |
| 4    | Resedá                   | Grandes Vultos da História        | 64     |
| 5    | Aliados de Quintino      | Independência do Brasil           | 56,6   |
| 6    | Azulões da Torre         | Joias da Natureza                 | 52,5   |
| 7    | Tomara Que Chova         | Exaltação a Alberto Santos Dumont | 51,5   |
| 8    | Unidos do Morro do Pinto | História da Imprensa Brasileira   | 44,5   |
| 9    | Índios do Leme           | Fatos Históricos do Brasil        | 43,5   |

## Sociedades carnavalescas
O desfile das grandes sociedades foi realizado a partir das 20 horas da terça-feira de carnaval, dia 6 de março de 1962, na Avenida Presidente Vargas.
| Ordem dos desfiles |
| 1. Clube dos Embaixadores 2. Embaixada do Sossego 3. Turunas de Monte Alegre 4. Clube dos Democráticos 5. Pierrôs da Caverna 6. Tenentes do Diabo 7. Clube dos Cariocas 8. Clube dos Fenianos |

### Classificação
Clube dos Embaixadores venceu a disputa.
| Col. | Sociedade               | Pontos |
| ---- | ----------------------- | ------ |
| 1    | Clube dos Embaixadores  | 186    |
| 2    | Tenentes do Diabo       | 148    |
| 3    | Clube dos Democráticos  | 136    |
| 4    | Pierrôs da Caverna      | 126    |
| 5    | Embaixada do Sossego    | 91     |
| 6    | Turunas de Monte Alegre | 63     |
| 7    | Clube dos Fenianos      | 61     |
| 7    | Clube dos Cariocas      | 61     |